# Tim Herron
Tim Herron (Minneapolis, Minnesota, 6 februari 1970) is een golfprofessional  uit de Verenigde Staten. 

## Amateur
De vader en grootvader van Tim Herron heetten Carson Herron, beiden waren playing professionals die ook in het US Open speelden. Tim Herron studeerde aan de Universiteit van New Mexico. In zijn laatste jaar speelde hij in de Walker Cup.

### Teams
- Walker Cup: 1993 (winnaars)

## Professional
Herron speelde in 1995 op de Nationwide Tour. In 1996 behaalde hij zijn eerste overwinning op de Amerikaanse PGA Tour. In totaal won hij vier toernooien.
In 1999 eindigde hij op de 6de plaats van het US Open.  In 2006 kwam hij in de top-50 van de wereldranglijst.

### Gewonnen
- 1996: Honda Classic (-17)
- 1997: LaCantera Texas Open (-17)
- 1999: Bay Hill Invitational (-14) na play-off tegen Tom Lehman
- 2006: Bank of America Colonial (-12) na play-off tegen Richard S. Johnson.